# 平田森三
平田 森三（ひらた もりぞう、1906年〈明治39年〉2月10日 - 1966年〈昭和41年〉5月8日）は、日本の物理学者、東京大学名誉教授。「寺田物理学」の伝統をうけつぎ、日常生活で見かける「割れ目」の研究などで知られている。広島県広島市出身。

## 来歴
1906年（明治39年）2月10日、広島市平田屋町で商売を営んでいた平田甚次郎、ツル夫妻の子どもとして生まれる。きょうだいは、姉が3人、その後、妹と弟がひとりずつあった。広島高等師範学校の附属小学校から附属中学校に進み、旧制中学四年終了後は名古屋の第八高等学校理科に進み、1924年（大正13年）、東京帝国大学理学部物理学科に入学する。
1928年（昭和3年）、東京帝国大学物理学科卒業後、理化学研究所に入所、寺田研究室に入って寺田寅彦の指導のもとに研究生活の第一歩を踏み出した。その後、東京帝国大学工学部講師を経て、1939年（昭和14年）、同理学部助教授となって物理学教室に移ったが、その間ずっと理化学研究所でも研究を続けた。そして1942年（昭和17年）に当時新設の第二工学部教授となって応用物理学講座を担当、1948年（昭和23年）理学部兼務、1951年（昭和26年）には理学部が本務となって物理学教室に勤務、同時に生産技術研究所の併任教授となった。その後、東京大学において研究と教育に尽くし、1966年（昭和41年）3月に定年で退官して、同4月から上智大学に移ったが、まもなく体調を崩して同年5月8日に白血病のため亡くなった。
平田は東京大学における研究・教育の本務のほかにも、数多くの公的仕事をした。特に1953年（昭和28年）に初の全国共同利用施設として乗鞍岳山頂に宇宙線観測所が設立されたときは、初代所長に就任し、全国の宇宙線研究者の総意を結集して建設し、運営を軌道に乗せたことは大きい。そのほかにも物性研究所の設立・運営にも大いに力があり、さらに晩年には東大低温センターの準備・設立に携わり、初代センター長として尽力した。
またさらに日本物理学会、応用物理学会、日本物理教育学会、材料科学会の創設や発展に貢献し、1951年度の日本物理学会の委員長（現在の会長に相当）に就任した。1960年（昭和35年）、東洋レーヨン科学技術賞受賞。

## 研究と人柄
割れ目の発生とその伝播を中心とした破壊機構の研究は平田の一貫した研究テーマであった。それはミクロの立場から研究する素粒子物理学や物性物理学といった物理学の本流から大きく外れていたので、平田は『私の研究は物理学会の講演プログラムをつくる際の分類では常に「雑」の部類に入れられ、さらに下部分類でも「雑」となっている』と言って笑っていた。
ガラスの1点を熱して発生する割れ目とその伝播のような現象は、外的条件では定まらない本質的な不確定さを内包している。平田はそれを精密に観察するための瞬間写真など新しい実験技法を開発するとともに、統計的方法に基づく独特の手法を用いて確率過程の機構を明らかにし、大きな成果を得た。割れ目の研究に関連して、キリンの肌のまだら模様は胎児期の表面細胞層に出来た割れ目に起源を持つと提唱して論議を巻き起こした。
また平田が捕鯨用銛が鯨の手前の水面で跳躍して飛び越す現象がしばしば起こるのを見て、銛の先端を切り落として平らにし、命中率を飛躍的に上げた平頭銛、いわゆる「平田銛」を発明した話は、平田の物理現象の本質把握の見事さを物語るものとして有名である。　
平田は座談の名人であった。研究指導にあたっては大局的な方針や目的を示し、後は当事者の勉強と創意にまかせた。指導した研究は数多いが、平田の名前が直接表面に出ている報告は比較的少ない。

## 略歴
- 1925年 第八高等学校卒業
- 1928年 東京帝国大学理学部物理学科卒業。財団法人理化学研究所に入所、寺田研究室に入る
- 1935年 東京帝国大学工学部講師
- 1939年 東京帝国大学理学部助教授
- 1942年 東京帝国大学第二工学部教授、応用物理学講座を担当
- 1948年 東京大学理学部兼務
- 1951年 東京大学理学部が本務、物理学教室に勤務。東京大学生産技術研究所教授を併任
- 1966年 3月、東京大学を定年退官、4月より上智大学勤務。5月、逝去。

## 受賞
- 1958年 大河内記念賞[2]
- 1960年 東レ科学技術賞[2]

## 著書

### 単著
- 『物理実験を始める人のために』吉野書房、1948年7月。 NCID BA62199275。全国書誌番号:45013035。
  - 『物理実験を始める人のために』目黒書店、1949年11月。 NCID BN13906174。
- 『キリンのまだら 自然界の統計現象』中央公論社〈自然選書〉、1975年2月。 NCID BN02882777。全国書誌番号:69011007。
  - 『キリンのまだら 自然界の統計現象をめぐるエッセイ』早川書房〈ハヤカワ文庫〉、2003年12月。ISBN 9784150502874。 NCID BA69173520。全国書誌番号:20538328。

### 編集
- 『基礎物理学実験 大学実習』裳華房、1966年4月。 NCID BN00386708。全国書誌番号:66004362。

### 撮影
- 『割れめ』平田森三先生還暦記念会、1967年5月。 NCID BA67399522。全国書誌番号:68000454。

## 雑誌
- 「電気捕鯨試験船に便乗して」『科学』第20巻第3号、岩波書店、1950年3月、27-32頁、NAID 40016494899。
- 「高圧の物理」『科学』第21巻第11号、岩波書店、1951年11月、558-564頁、NAID 40017544909。
- 「測定の精度を向上させるもの」『科学』第23巻第4号、岩波書店、1953年4月、162-164頁、NAID 40017545493。
- 「割れ目の物理学」『自然』第22巻第5号、中央公論社、1967年5月、17-32頁、NAID 40017857503。
- 「キリンの斑模様に就いて」『科学』第66巻第10号、岩波書店、1996年10月、759-762頁、NAID 40000395843。